# 東亜キネマ
東亜キネマ株式會社（とうあキネマ、1923年 設立 - 1932年11月 買収）は、かつて存在した日本の映画会社である。
兵庫県西宮市と京都府京都市に撮影所を持ち、大正末期から昭和初年にかけて、サイレント映画を製作・配給した。大正バブル期に金融資本の多角経営の一事業として出発。「日本映画の父」とよばれた牧野省三をはじめ、日本映画黎明期を代表する映画人を多く輩出した。

## 略歴・概要

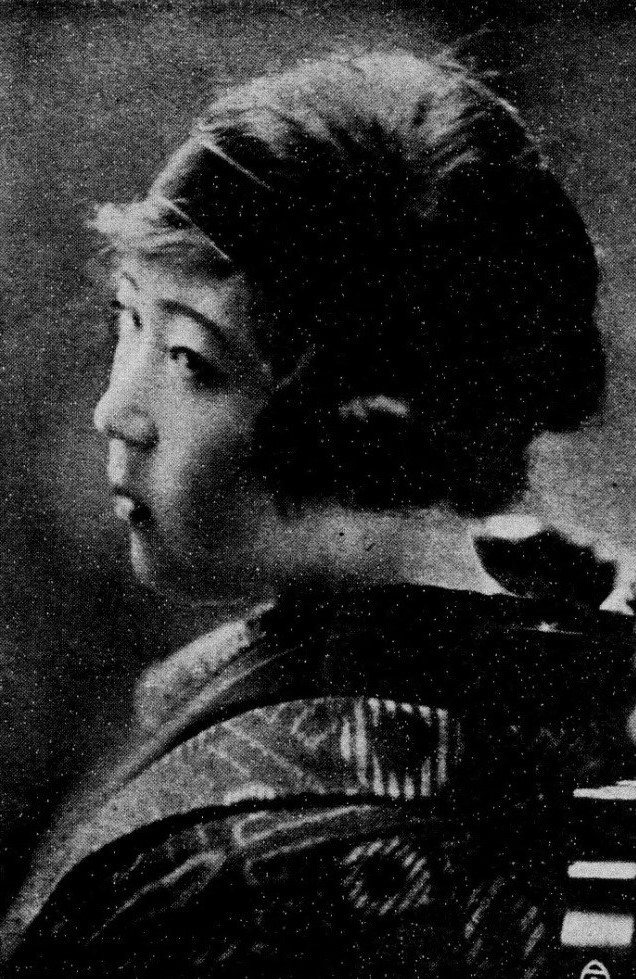
所属のスター女優のひとり千種百合子

### 大正バブル＋関東大震災
1923年（大正12年）12月、いわゆる「大正バブル」的企業のひとつ、八千代生命が映画事業に乗り出し、兵庫県西宮市甲陽園にあった「甲陽キネマ撮影所」を買収して設立したのが、この「東亜キネマ」である。
おりしも、同年9月1日に起きた関東大震災で首都が壊滅し、松竹や日活の在京撮影所が京都に避難・機能移転したように、浅草公園六区の「浅草オペラ」の役者たちや国際活映巣鴨撮影所のスタッフや俳優たちが、この新撮影所になだれ込んだ。東京の高松豊次郎の主宰した小プロダクション「活動写真資料研究会」の「吾嬬撮影所」の所長兼監督だった山根幹人は、この設立と同時に入社し、「東亜キネマ甲陽撮影所」の監督となり、また同社で活躍した、岩岡商会を率いる撮影技師の岩岡巽が「甲陽撮影所」の所長に就任した。

### マキノ前、マキノ後
設立の半年後の1924年（大正13年）6月、京都の牧野省三の「マキノ映画製作所」を吸収合併、「マキノ等持院撮影所」を「東亜キネマ等持院撮影所」と改称、牧野を甲陽・等持院の両撮影所の所長に任命した。以降、両撮のデュアル・プロダクション体制で、現代劇および時代劇を量産した。
「等持院撮影所」の時代劇部の内部で東亜派と旧マキノ派が対立、1925年1月、同撮影所を「東亜マキノ等持院撮影所」と改称、牧野がひきつづき所長、31歳の山根幹人を所長代理にしてリスタートするも、同年3月には失火により焼失。同年6月、牧野省三は東亜キネマから独立し、「マキノ・プロダクション」を設立、「御室撮影所」を設立、等持院撮影所の旧マキノ派は新生マキノ・プロに結集した。山根もマキノ派に合流、東京では牧野の動きに呼応して、高松豊次郎が「タカマツ・アズマプロダクション」を設立、「マキノ東京派」を構成した。
マキノ派去りしのちの「等持院撮影所」は「東亜キネマ京都撮影所」と改称、所長には同社の親会社・八千代生命の宣伝部長である小笹正人が就任した。マキノ派分離の2年後の1927年（昭和2年）、東亜キネマは「甲陽撮影所」を閉鎖、等持院の「東亜キネマ京都撮影所」に製作事業の拠点を一元化した。

### バブル崩壊と阪急資本
1929年（昭和4年）3月、小笹が同社を退社、出版事業等にも手を出して没落した親会社・八千代生命が映画製作事業から撤退、牧野の長女の夫・高村正次が京都撮影所長に就任し、事業の立て直しを図った。1930年（昭和5年）に阪急電鉄の小林一三が設立した「宝塚映画」に働きかけ、資金面での提携を図った。
1931年（昭和6年）9月、同社の製作代行をする会社として「東活映画社」が設立され、高村は退陣、安倍辰五郎が「東活映画等持院撮影所」の所長に就任した。高村は小説家・映画プロデューサーの直木三十五の協力を得て「大衆文芸映画社」、「正映マキノ」を設立してゆく。
翌1932年（昭和7年）10月、わずか1年で東活映画社が解散し、東亜キネマは製作事業をついに断念、「等持院撮影所」を閉鎖する。同年11月、「正映マキノ」の高村が再度登場し東亜キネマを買収、「御室撮影所」に宝塚キネマを設立、東亜キネマはその9年間の歴史に幕を閉じた。「等持院撮影所」は競売に付され、翌1933年（昭和8年）5月には住宅地となった。